# Campeonato Sul-Americano de Futebol de 1945
O Campeonato Sul-Americano de Futebol de 1945 foi a 18ª edição da competição entre seleções da América do Sul realizada entre 14 de janeiro e 28 de fevereiro de 1945.
Participaram da disputa sete seleções: Argentina, Bolívia, Brasil, Chile, Colômbia, Equador e Uruguai. A sede da disputa foi o Chile. As seleções jogaram entre si em turno único. A Argentina foi a campeã. A imprensa da época elogiou a qualidade da competição como "a de maior nível da história".

## Organização

### Sede
| Santiago          |
| ----------------- |
| Estadio Nacional  |
| Capacidad: 48 665 |
|                   |

### Árbitros
- José Bartolomé Macías
- Mário Vianna
- Humberto Reginatto
- Juan Las Heras
- Nobel Valentini

## Resultados
- Entre parênteses, o resultado do primeiro tempo.

14 de janeiro de 1945
| Chile          | 6 - 3 (3-2) | Equador             | Estádio Nacional, Santiago Ref: José Bartolomé Macías (Argentina) |
| Alcántara 28'  |             | Raymondi Chávez 30' | Estádio Nacional, Santiago Ref: José Bartolomé Macías (Argentina) |
| Vera 29'       |             | Jiménez 44          |                                                                   |
| Hormazábal 45' |             | Luis Mendoza 51'    |                                                                   |
| Alcántara 59'  |             |                     |                                                                   |
| Clavero 70'    |             |                     |                                                                   |
| Alcántara 81'  |             |                     |                                                                   |

18 de janeiro de 1945
| Argentina      | 4 - 0 (2-0) | Bolívia | Estádio Nacional, Santiago Ref: Humberto Reginatto (Chile) |
| Pontoni 10'    |             |         | Estádio Nacional, Santiago Ref: Humberto Reginatto (Chile) |
| Martino 43'    |             |         |                                                            |
| Loustau 70'    |             |         |                                                            |
| De la Mata 75' |             |         |                                                            |

18 de janeiro de 1945
| Brasil               | 3 - 0 (3-0) | Colômbia | Estádio Nacional, Santiago Ref: Nobel Valentini (Uruguai) |
| Jorginho 13'         |             |          | Estádio Nacional, Santiago Ref: Nobel Valentini (Uruguai) |
| Heleno 15'           |             |          |                                                           |
| Jaime de Almeida 38' |             |          |                                                           |

21 de janeiro de 1945
| Chile         | 5 - 0 (3-0) | Bolívia | Estádio Nacional, Santiago Ref: Nobel Valentini (Uruguai) |
| Clavero 13'   |             |         | Estádio Nacional, Santiago Ref: Nobel Valentini (Uruguai) |
| Clavero 27'   |             |         |                                                           |
| Clavero 39'   |             |         |                                                           |
| Alcántara 75' |             |         |                                                           |
| Alcántara 79' |             |         |                                                           |

24 de janeiro de 1945
| Uruguai       | 5 - 1 (2-1) | Equador    | Estádio Nacional, Santiago Ref: Mário Vianna (Brasil) |
| A. García 1'  |             | Aguayo 39' | Estádio Nacional, Santiago Ref: Mário Vianna (Brasil) |
| Porta 28'     |             |            |                                                       |
| A. García 60' |             |            |                                                       |
| Varela 69'    |             |            |                                                       |
| A. García 83' |             |            |                                                       |

28 de janeiro de 1945
| Uruguai       | 7 - 0 (3-0) | Colômbia | Estádio Nacional, Santiago Ref: Mário Vianna (Brasil) |
| A. García 22' |             |          | Estádio Nacional, Santiago Ref: Mário Vianna (Brasil) |
| Riephoff 25'  |             |          |                                                       |
| J. García 37' |             |          |                                                       |
| Ortiz 75'     |             |          |                                                       |
| J. García 83' |             |          |                                                       |
| Porta 86'     |             |          |                                                       |
| A. García 89' |             |          |                                                       |

| Brasil         | 2 - 0 (0-0) | Bolívia | Estádio Nacional, Santiago Ref: José Bartolomé Macías (Argentina) |
| Ademir 48'     |             |         | Estádio Nacional, Santiago Ref: José Bartolomé Macías (Argentina) |
| Tesourinha 80' |             |         |                                                                   |

31 de janeiro de 1945
| Chile       | 2 - 0 (1-0) | Colômbia | Estádio Nacional, Santiago Ref: José Bartolomé Macías (Argentina) |
| Medina 48'  |             |          | Estádio Nacional, Santiago Ref: José Bartolomé Macías (Argentina) |
| Piñeiro 80' |             |          |                                                                   |

| Argentina      | 4 - 2 (1-0) | Equador        | Estádio Nacional, Santiago Ref: Nobel Valentini (Uruguai) |
| Pontoni 11'    |             | Aguayo 53'     | Estádio Nacional, Santiago Ref: Nobel Valentini (Uruguai) |
| De la Mata 50' |             | J. Mendoza 62' |                                                           |
| Martino 69'    |             |                |                                                           |
| Pellegrina 83' |             |                |                                                           |

7 de fevereiro de 1945
| Argentina   | 9 - 1 (6-0) | Colômbia    | Estádio Nacional, Santiago Ref: Nobel Valentini (Uruguai) |
| Pontoni 3'  |             | Mendoza 52' | Estádio Nacional, Santiago Ref: Nobel Valentini (Uruguai) |
| Pontoni 7'  |             |             |                                                           |
| Méndez 15'  |             |             |                                                           |
| Martino 27' |             |             |                                                           |
| Méndez 39'  |             |             |                                                           |
| Boyé 41'    |             |             |                                                           |
| Loustau 50' |             |             |                                                           |
| Ferraro 80' |             |             |                                                           |
| Ferraro 81' |             |             |                                                           |

| Brasil     | 3 - 0 (3-0) | Uruguai | Estádio Nacional, Santiago Ref: José Bartolomé Macías (Argentina) |
| Heleno 8'  |             |         | Estádio Nacional, Santiago Ref: José Bartolomé Macías (Argentina) |
| Rui 20'    |             |         |                                                                   |
| Heleno 32' |             |         |                                                                   |

BRASIL 3 x 0 URUGUAI
Data: 7 de fevereiro de 1945
Competição: Campeonato Sul-Americano
Local: Estádio Nacional, em Santiago (Chile). Público: 60.000 pagantes
Árbitro: Bartolomé Macias (Argentina)
Gols: Heleno de Freitas, aos 6; Ruy, aos 19; Heleno de Freitas, aos 31
BRASIL: Oberdan (Palmeiras-SP), Domingos da Guia (Corinthians-SP) e Begliomini (Corinthians-SP); Biguá (Flamengo-RJ), Ruy (São Paulo-SP) e Jayme de Almeida (Flamengo-RJ); Tesourinha (Internacional-RS), Zizinho (Flamengo-RJ), Heleno de Freitas (Botafogo-RJ), Jair Rosa Pinto (Vasco-RJ) e Ademir Menezes (Vasco-RJ)
Técnico: Flávio Rodrigues Costa
URUGUAI: Máspoli, Pini (Tejéra) e Prado; Viana, Obdulio Varela e Gambetta; Ortiz, José García (Sarro), Atilio García, Porta e Zapiraín
Técnico: José Nasazzi
11 de fevereiro de 1945
| Bolívia | 0 - 0 (0-0) | Equador | Estádio Nacional, Santiago Ref: Mário Vianna (Brasil) |

| Chile     | 1 - 1 (1-0) | Argentina  | Estádio Nacional, Santiago Ref: Nobel Valentini (Uruguai) |
| Medina 3' |             | Méndez 52' | Estádio Nacional, Santiago Ref: Nobel Valentini (Uruguai) |

15 de fevereiro de 1945
| Uruguai    | 2 - 0 (1-0) | Bolívia | Estádio Nacional, Santiago Ref: Mário Vianna (Brasil) |
| Falero 26' |             |         | Estádio Nacional, Santiago Ref: Mário Vianna (Brasil) |
| Porta 75'  |             |         |                                                       |

| Argentina  | 3 - 1 (3-1) | Brasil     | Estádio Nacional, Santiago Ref: Nobel Valentini (Uruguai) |
| Méndez 14' |             | Heleno 32' | Estádio Nacional, Santiago Ref: Nobel Valentini (Uruguai) |
| Méndez 20' |             |            |                                                           |
| Méndez 40' |             |            |                                                           |

18 de fevereiro de 1945
| Colômbia          | 3 - 1 (1-1) | Equador   | Estádio Nacional, Santiago Ref: Nobel Valentini (Uruguai) |
| González Rubio 2' |             | Aguayo 4' | Estádio Nacional, Santiago Ref: Nobel Valentini (Uruguai) |
| Gámez 64'         |             |           |                                                           |
| Berdugo 70'       |             |           |                                                           |

| Chile     | 1 - 0 (1-0) | Uruguai | Estadio Nacional, Santiago Ref: José Bartolomé Macías (Argentina) |
| Medina 8' |             |         | Estadio Nacional, Santiago Ref: José Bartolomé Macías (Argentina) |

21 de fevereiro de 1945
| Bolívia            | 3 - 3 (0-2) | Colômbia          | Estádio Nacional, Santiago Ref: Mário Vianna (Brasil) |
| Fernández 57'      |             | González Rubio 3' | Estádio Nacional, Santiago Ref: Mário Vianna (Brasil) |
| Zenón González 75' |             | Berdugo 7'        |                                                       |
| Orgaz 80'          |             | Gámez 67'         |                                                       |

| Brasil      | 9 - 2 (5-1) | Equador      | Estádio Nacional, Santiago Ref: José Bartolomé Macías (Argentina) |
| Ademir 3'   |             | Aguayo 42'   | Estádio Nacional, Santiago Ref: José Bartolomé Macías (Argentina) |
| Ademir 10'  |             | Albornoz 49' |                                                                   |
| Heleno 22'  |             |              |                                                                   |
| Heleno 28'  |             |              |                                                                   |
| Zizinho 40' |             |              |                                                                   |
| Zizinho 65' |             |              |                                                                   |
| Jair 67'    |             |              |                                                                   |
| Jair 68'    |             |              |                                                                   |
| Ademir 75'  |             |              |                                                                   |

25 de fevereiro de 1945
| Argentina   | 1 - 0 (0-0) | Uruguai | Estádio Nacional, Santiago Ref: Juan Las Heras (Chile) |
| Martino 50' |             |         | Estádio Nacional, Santiago Ref: Juan Las Heras (Chile) |

28 de fevereiro de 1945
| Brasil     | 1 - 0 (1-0) | Chile | Estádio Nacional, Santiago Ref: Nobel Valentini (Uruguai) |
| Heleno 20' |             |       | Estádio Nacional, Santiago Ref: Nobel Valentini (Uruguai) |

## Classificação
| Equipo    | Pts | PJ | PG | PE | PP | GF | GC | Dif |
| --------- | --- | -- | -- | -- | -- | -- | -- | --- |
| Argentina | 11  | 6  | 5  | 1  | 0  | 22 | 5  | 17  |
| Brasil    | 10  | 6  | 5  | 0  | 1  | 19 | 5  | 14  |
| Chile     | 9   | 6  | 4  | 1  | 1  | 15 | 5  | 10  |
| Uruguai   | 6   | 6  | 3  | 0  | 3  | 14 | 6  | 8   |
| Colômbia  | 3   | 6  | 1  | 1  | 4  | 7  | 25 | -18 |
| Bolívia   | 2   | 6  | 0  | 2  | 4  | 3  | 16 | -13 |
| Equador   | 1   | 6  | 0  | 1  | 5  | 9  | 27 | -18 |

| Campeonato Sul-Americano de Futebol de 1945 |
| ------------------------------------------- |
| Argentina Campeão (7º título)               |

### Goleadores[1]
| Jogador           | Seleção | Gols |
| ----------------- | ------- | ---- |
| Heleno de Freitas | BRA     | 7    |
| Norberto Méndez   | ARG     | 6    |
| Atilio García     | URU     | 5    |
| Juan Alcântara    | CHI     | 5    |
| Martino           | ARG     | 5    |

### Seleção do Campeonato
A Seleção desta edição da Copa América foi feita por votação dos jornalistas do continente organizada pelo O Globo Sportivo.
| Goleiro/Guarda-Redes | Defensores/Defesas                     | Meias/Médios                                     | Atacantes/Avançados |
| -------------------- | -------------------------------------- | ------------------------------------------------ | --- |
| - Sergio Livingstone | - Florencio Barrera - Domingos da Guia | - Carlos Sosa - Ángel Perucca - Jaime de Almeida | - Tesourinha - Norberto Méndez - Heleno de Freitas - Rinaldo Martino - Félix Loustau - Jair Rosa Pinto - Ademir de Menezes |

### Melhor jogador do torneio
- Domingos da Guia.

## Campanha do Brasil
O Brasil estreou contra a Colômbia. 3 a 0. Ademir chutou na trave e Jorginho pegou o rebote para abrir o marcador. Tesourinha passou a Heleno. 2 a 0. Jayme roubou a bola para fazer o terceiro. 3 a 0.  No segundo jogo, vitória de 2 a 0 sobre a Bolívia. Tesourinha sofreu falta e o mesmo cobrou, Servílio chutou na trave e Ademir pegou o rebote. 1 a 0. Zizinho entregou a Tesourinha. 2 a 0.  
No terceiro jogo, uma grande vitória sobre o Uruguai. Jair para Heleno. 1 a 0. Tesourinha para Rui. 2 a 0. Jair para Heleno. 3 a 0. O jornal A Noite exclamou: "Vencemos os campeões do mundo". 
No quarto jogo derrota por 3 a 1 para a Argentina. Os brasileiros lamentaram que jogaram de igual para igual com os argentinos, Tesourinha perdeu uma grande chance de gol e Jaime estava visivelmente descontado em campo. Peruca para Mendez. 0 a 1. Pontoni para Mendez. 0 a 2. Tesourinha cruza e Heleno desconta. 1 a 2. Munoz para Mnendez, que dribla Alferedo e faz o terceiro. 
No quinto jogo, 9 a 2 no Equador. Passe de Heleno para Zizinho. 1 a 0. Ademir em passe de Zizinho. 2 a 0. O terceiro foi jogada individual de Heleno. Cruzamento de Jorginho para Heleno. 4 a 0. Heleno passou para Zizinho. 5 a 0. Biguá recuou mal e Aguaio descontou. 5 a 1. Jimenez atirou e Oberdan engoliu um rango. 5 a 2. Jair deixou e Ademir fez o sexto. Jair de falta. 7 a 1. Heleno para Jair. 8 a 1. Jair para Ademir. 9 a 1.  Na última partida o Brasil derrotou o Chile. 1 a 0. Gol de Heleno. Ademir cruzou e Heleno cabeceou. 